# 그레이 존
그레이 존(The Grey Zone)은 미국에서 제작된 팀 블레이크 넬슨 감독의 2001년 드라마 영화이다. 데이빗 아퀘트 등이 주연으로 출연하였고 파멜라 코플러 등이 제작에 참여하였다.

## 출연

### 주연
- 데이빗 아퀘트
- 다니엘 벤잘리

### 조연
- 스티브 부세미
- 데이빗 챈들러
- 알랜 코드너
- 하비 케이틀
- 나타샤 리온
- 미라 소르비노
- 마이클 스털버그
- 리사 베나비즈
- 브라이언 F. 오바이런
- 헨리 스트럼
- 리 윌코프
- 제시카 헤트
- 카멜리아 그리고로바

## 제작진
- 원작자: 팀 블레이크 넬슨
- 공동제작: 데이비드 바로드
- 라인프로듀서: 트리쉬 호프만
- 미술: 마리아 듀코빅
- 의상: 마리나 드라기시
- 배역: 버나드 텔시
- 배역: 데이빗 바카리